# Пібаньшур (селище)
Пібаньшу́р (Балезіно-3; рос. Пибаньшур) — селище, військове містечко, в Балезінському районі Удмуртії, Росія.

## Населення
Населення — 1841 особа (2010; 2301 в 2002).
Національний склад станом на 2002 рік:
- удмурти — 49 %
- росіяни — 45 %